# Ormbunksväxter
Ormbunksväxter (Pteridophyta) är en division växter som har både inre stöd och kärlsträngar. Genom den ökade stabiliteten och möjligheten till vattentransport, kan dessa växter bli stora. Kärlsträngarna är också en förutsättning för utveckling av äkta blad. Från karbontiden (ca. 350 miljoner år sedan) och under 100 miljoner år dominerade de växtlivet på land. Fortplantningen kräver närvaro av vatten. Ordet "orm" betydde ursprungligen "mask", beteckningen "ormbunksväxter" kommer av att flera av växterna traditionellt använts som maskmedel. Det förekom att man använde "maskmedlet" till att få bort binnikemasken ur kroppen på oss människor. Vissa forskare hade även odlingar för att tillverka "maskmedlet" och även studera växten. Läran om ormbunksväxter kallas pteridologi.

## Livscykel

Livscykeln hos ormbunksväxter.

Fortplantningen sker med hjälp av vatten. På bladens undersida finns sporgömmen, där reduktionsdelning sker. Haploida sporer bildas vilka kan spridas vid torrt väder. Könsorganen finns på de små haploida gamofyter (protallier) som bildas då sporerna gror. När marken är täckt av vatten simmar spermierna från hanorganet (anteridiet) till honorganet (arkegonet) och befruktar äggcellen, så en diploid zygot bildas. Denna bildar efter celldelningar ett embryo som växer till en ny ormbunksplanta, som alltså är den diploida sporofyten.

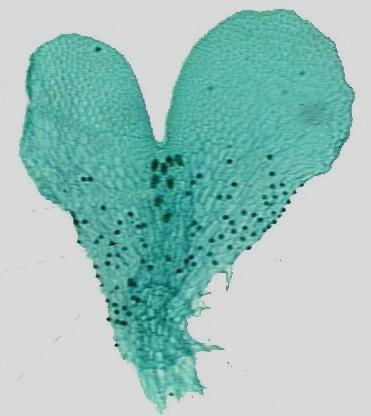
En gametofyt (protallium) bilder med arkegon och anteridier

Behovet av vatten för befruktning, även om det räcker med en tunn film, har gjort att ormbunksväxterna kallats "växtvärldens amfibier". Även likheter i ekologin och utbredning stärker analogin.
De allra flesta ormbunksväxter har endast en typ av sporer (homospori), medan vissa, såsom vattenormbunkarna i ordningen Salviniales, har två typer av sporer (heterospori), ett drag som även alla fröväxter har.
Det förekommer, hos vissa arter, att gametofyten förökar sig asexuellt, utan någon befruktning och utan att nya sporofyter växer upp.

## Morfologi och anatomi

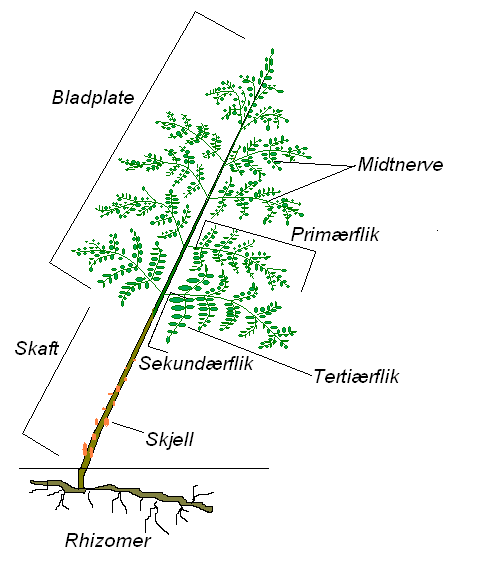
Uppbyggnaden av sporofyten.

Ormbunkar (sporofyten) växer från den ofta underjordiska jordstammen, rhizomet. Denna utgör den enda del från vilken tillväxt sker, vilket kan jämföras med att flera meristem ofta förekommer hos angiospermer. Därför är rhizomet ofta skyddat med hår, fjäll och ibland t.o.m. taggar.
Hos ormbunkarna är bladen stora, hela eller delade, inte sällan uppdelade i ett antal primärflikar, vilka i sin tur ofta är delade i sekundärflikar. Sporgömmena (sori sing. sorus) sitter vanligen på undersidan av bladen (jämför strutbräken). Fräkenväxterna har en annan byggnad, framförallt på den ovanjordiska delen.
I xylemet är trakeider de enda kärlcellerna, vilket kan ge långsammare vattentransport jämfört med angiospermer.

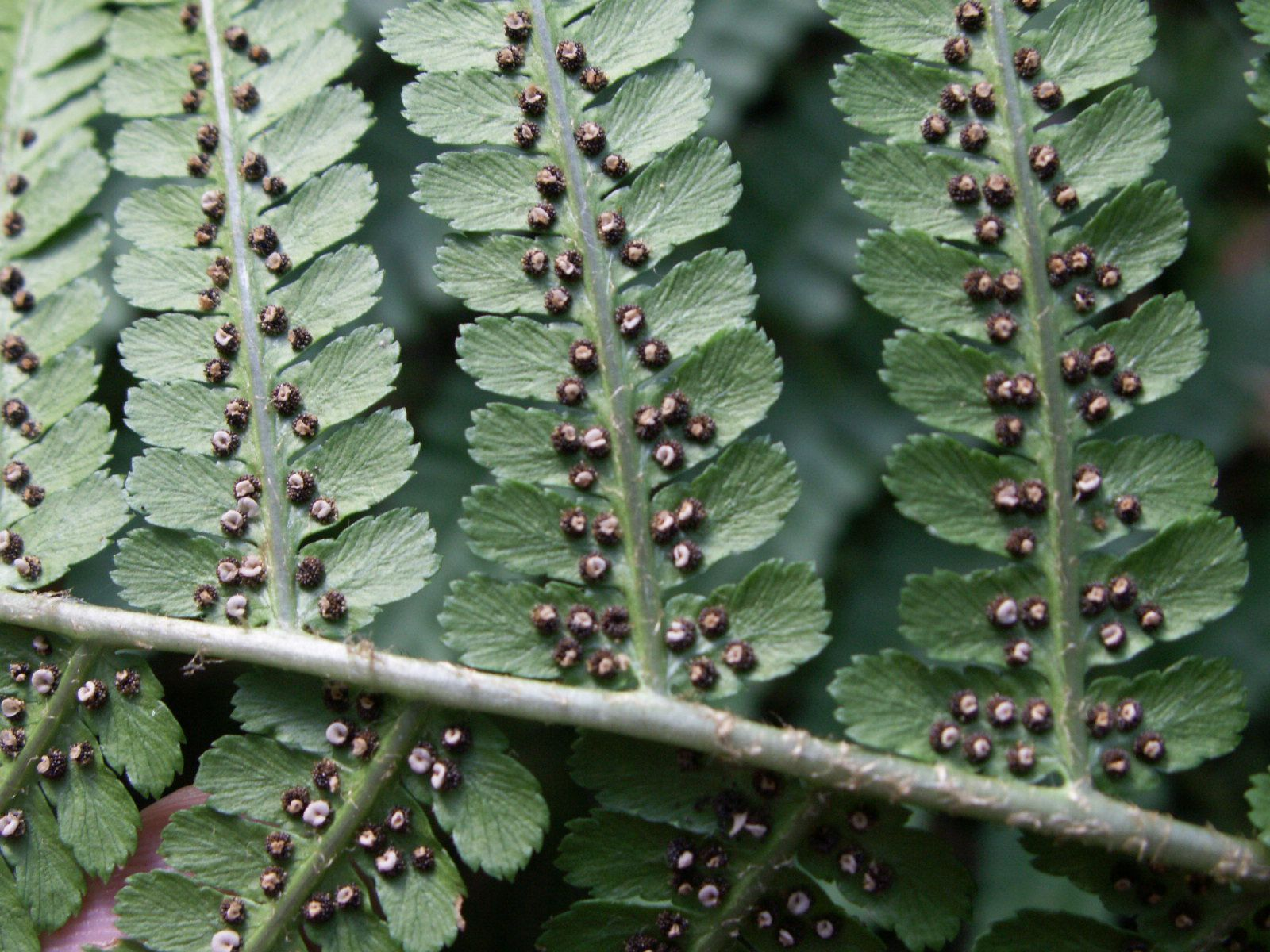
Sporgömmen hos träjon.

## Svenska ormbunkssläkten
De i Sverige förekommande släktena delas upp i åtta familjer och innefattar 16 släkten och 35 arter.
| Familj                              | Släkte |
| ----------------------------------- | --- |
| Venushårsväxter (Adianthaceae)      | krusbräknar (Cryptogramma) |
| Stensöteväxter (Polypodiaceae)      | stensötor (Polypodium) |
| Örnbräkenväxter (Dennstaedtiaceae)  | örnbräknar (Pteridium) |
| Kärrbräkenväxter (Thelypteridaceae) | bergbräknar (Oreopteris), hultbräknar (Phegopteris), kärrbräknar (Thelypteris)                                                                       |
| Svartbräkenväxter (Aspleniaceae)    | svartbräknar (Asplenium) |
| Hällebräkenväxter (Woodsiaceae)     | majbräknar (Athyrium), finbräknar(Cystopteris), ryssbräknar (Diplazium), ekbräknar (Gymnocarpium), strutbräknar (Matteuccia), hällebräknar (Woodsia) |
| Träjonväxter (Dryopteridaceae)      | lundbräknar (Dryopteris), taggbräknar (Polystichum)                                                                                                  |
| Kambräkenväxter (Blechnaceae)       | kambräknar (Blechnum) |

## Klassificering
- Gleicheniopsida
  - Gleicheniatae
    - Gleicheniales
    - Dipteridales
    - Matoniales

  - Hymentophyllatae
    - Hymenophyllales

  - Hymenophyllopsitae
    - Hymenophyllopsidales

- Marattiopsida
  -     - Marattiales
    - Christenseniales

- Osmundopsida
  -     - Osmundales
      - Safsaväxter (Osmundaceae)

- Pteridopsida
  - Schizaetae
    - Schizeales
      - Klätterbräkenväxter (Schizaeaceae)

    - Marsileales
      - Mossbräkenväxter (Azollaceae)
      - Klöverbräkenväxter (Marsileaceae)

  - Cyatheatae
    - Trädormbunkar (Cyatheales)
      - Dicksoniaceae

    - Plagiogyriales
    - Loxomales

  - Pteriditae
    - Lindseales
    - Pteridales
      - Vattenbräkenväxter (Parkeriaceae)
      - Kantbräkenväxter (Pteridaceae)
      - Bandbräkenväxter (Vittariaceae)

    - Dennstaedtiales
      - Örnbräkenväxter (Dennstaedtiaceae)

  - Polypoditae
    - Aspleniales
      - Svartbräkenväxter (Aspleniaceae)

    - Athyriales
      - Hällebräkenväxter (Woodsiaceae)

    - Dryopteridales
      - Träjonväxter (Dryopteridaceae)
      - Kongobräkenväxter (Lomariopsidaceae)

    - Davalliales
    - Polypodiales
      - Spjutbräkenväxter (Olandraceae)